# Horde
Eine Horde ist im allgemeinen Sinne eine umherziehende Gruppe von Menschen, auch als wilde Bande oder Rotte bezeichnet. Insbesondere mongolische und tatarische Stammes- und Heeresverbände wurden als Horden bezeichnet. Die Ethnologie (Völkerkunde) versteht als Wildbeuterhorde eine kleine soziale Gruppe von Jägern, Fischern und Sammlern bei nichtstaatlichen Völkern.

## Wortherkunft und Bedeutungswandel
Das persische und turksprachige Wort ordu bedeutete ursprünglich „Feldlager, Heerlager, Tross“ sowie „Armee, Heer“. Im Türkeitürkischen ist ordu bis heute das Wort für „Armee, Heer“. Das Wort gelangte wahrscheinlich über das Polnische ins Deutsche, wo es seit der ersten Hälfte des 15. Jahrhunderts belegt ist. Ob der h-Anlaut aus dem Polnischen stammt (altpolnisch noch orda, später polnisch horda) oder im Deutschen hinzukam, ist unklar. Möglicherweise wurde das Wort im 16. Jahrhundert aus dem Russischen nochmals ins Deutsche entlehnt. Im 16. und 17. Jahrhundert lautete es im Deutschen oft noch Horda.
Das Wort wurde in verschiedene europäische Sprachen entlehnt (z. B. englisch horde, französisch horde, spanisch horda, italienisch orda). Der erste Nachweis in der englischen Sprache datiert auf das Jahr 1555, im Französischen auf 1559. Aus dem türkischen Wort ordu entwickelte sich auch der Name der Sprache Urdu.
Beeinflusst von der Bedeutung in ostslawischen Sprachen (russisch und ukrainisch орда́, belarussisch aрда́), bezeichnete das Wort nicht nur mongolische, turkische oder türkische Heeresverbände, sondern bald auch andere Heerscharen oder Nomadengruppen, schließlich auch sonstige Volkshaufen und Menschenmengen (Bedeutungserweiterung). Im Zusammenhang mit der Wortgeschichte und der früher beschworenen „Türkennot“ blieb die Bedeutung abwertend, mit Nebenbedeutungen der Unordnung, Zügellosigkeit oder Verrohung. Gelegentlich werden auch Gruppen von Tieren als „Horden“ bezeichnet, etwa eine aggressive Gruppe von Affen.
In der Ethnologie entsprechen die Bezeichnungen „Horde“ und „Hordengesellschaft“ den englischen Bezeichnungen band („Gruppe, Bande“) und band society aus der britischen political anthropology.

## Mongolische und tatarische Horden
Mongolische Gruppen nannten sich selbst orda, tatarische Verbände und Stämme nannten sich urda. Als „Horden“ werden heute verschiedene Stammes- und Heeresverbände der turksprachigen Eroberer weiter Teile Asiens und Osteuropas sowie ihre Herrschaftsgebiete oder Teilreiche bezeichnet.
Bekannte Beispiele sind die mongolischen Staaten der Goldenen Horde (Altan Orda), der Blauen Horde (Qöq Orda), der Weißen Horde (Ak Ordu) und weiterer oder die Stammesföderation der Bökey-Horde (Bökeý Ordası). Aus der tatarischen Nogaier-Horde entwickelte sich das heutige Turkvolk der Nogaier. Die Kasachen unterteilen sich bis heute in drei Horden, Schüs genannt (kasachisch Жүз Jüz, deutsch ‚Abteilung‘): Jüngere Horde, Mittlere Horde und Ältere Horde.